# 고야나촌
고야나촌(小梁村)은 후쿠시마현 미나미아이즈군에 있던 촌이다. 현재의 다다미정 동부, 이나강 중류 오른쪽 강변에 해당한다.

## 역사
- 1889년 4월 1일 - 정촌제 시행에 의해 2촌의 구역으로 성립하였다.
- 1940년 11월 5일 - 후자와촌,야하타촌이 합병해 메이와촌이 성립하여. 동일 고야나촌이 폐지되었다.

## 교통

### 도로
- 누마타 가도(현:국도 252호선)